# عين مسعود (عين أرنات)
عين مسعود هي بلدة جزائرية موجودة في بلدية عين أرنات، الكائنة بدائرة عين أرنات، بولاية سطيف الجزائرية، والتي تقع غرب مدينة سطيف، يمر بها الطريق الولائي رقم 39 الذي يربطها بالبوحيرة والطريق الوطني رقم 5، الذي يربط سطيف بالجزائر العاصمة.

## النشأة
تعود نشأة البلدة إلى سنة 1854 عندما قررت الشركة السويسرية إنشاء أربعة مستوطنات بمنطقة سطيف وهي إضافة لعين مسعود عين ارنات، البوحيرة والموان.

## المرافق العمومية
- مدرستين ابتدائيتين[4]

## مقالات ذات صلة
- شركة جنيف للمستوطنات السويسرية